# Så länge vi lever
Så länge vi lever är en isländsk-svensk dramaserie från 2023 som hade premiär på Island den 8 oktober 2023. Första säsongen består av sex avsnitt. Serien hade premiär på TV4 Play den 19 april 2024.

## Handling
Serien kretsar kring Beta som är en musiker med en karriär i stå och ett äktenskap i kris. Hon längtar efter spänning i relationen med maken Thomas. När paret anställer 22-åriga Atli som au pair till sin dotter verkar det som att Beta kan få precis det hon längtar efter.

## Rollista (i urval)
- Anita Briem – Beta
- Martin Wallström – Thomas
- Mikael Kaaber – Atli
- Katla M. Þorgeirsdóttir – Herdis
- Ólafur Darri Ólafsson – Haddi